# Dalías
Dalías ist eine spanische Gemeinde in der Comarca Poniente Almeriense der Provinz Almería in der Autonomen Gemeinschaft Andalusien. Die Bevölkerung von Dalías bestand im Jahr 2024 aus 4.169 Einwohnern. 

## Geografie
Die Gemeinde grenzt an Almócita, Berja, Canjáyar, El Ejido, Felix, Fondón, Padules und Vícar.

## Geschichte
Die Ortschaft entstand in der Zeit von Al-Andalus. Der Name kommt vermutlich von dem arabischen dālaya, was Weinrebe bedeutet.
Anfang des 19. Jahrhunderts erlebte der Ort einen starken Bevölkerungsanstieg, als hier Bergbau betrieben wurde. Nach dem Ende des Bergbaus begann die Wirtschaft sich auf den Anbau von Gemüse zu konzentrieren und die Einwohnerzahl ging zurück.

## Söhne und Töchter der Gemeinde
- José María Rubio y Peralta (1864–1929), Jesuit und Heiliger